# Keresztény Nemzeti Szocialista Front
A Keresztény Nemzeti Szocialista Front (KNSZF, 1939-től Keresztény Nemzeti Szocialista Front – Nemzeti Front) egy rövid életű keresztényszociális-nemzetiszocialista párt volt Magyarországon.

## Története
A párt többségében az Egyesült Kereszténypártból és a Független Kisgazdapártból kilépett szélsőjobboldali tagokból alakult meg Matolcsy Mátyás és Maróthy Károly vezetésével 1937-1938-ban, köztük több országgyűlési képviselővel (pl. Maróthy és Matolcsy is). Az 1939-es választások előtti utolsó ülésnapon öt képviselője volt a KNSZF-nek. A párt Maróthy révén ideológiájában megpróbálta ötvözni a keresztényszociális és a nemzetiszocialista világképet.
Mivel Maróthy ekkor már Szálasi Ferenc feltétlen hívének számított, míg Matolcsy épp ellenkezőleg, sőt, még az együttműködést is elutasította velük, az ebből eredő belső feszültségek hatására 1938 végén 1939 elején a párt egy része átlépett a Magyar Élet Pártjába, míg más része más pártokba (pl az alapító Matolcsy a Nyilaskeresztes Frontba) a fennmaradó rész pedig immáron Maróthy kizárólagos vezetésével egyesült a Nemzeti Fronttal. Ugyan a két párt már egy szervezetet alkotott, az 1939-es választásokon mégis külön-külön indultak, csupán egymással szemben nem állítottak jelölteket (viszont voltak közös jelöltjeik is). A KNSZF három egyéni körzetben tudott győzni, míg az NF kettőben. Hozzájuk még egy NF listás képviselő csatlakozhatott, azaz közösen hat mandátumot nyertek az alakuló Országgyűlésben.
A KNSZF röviddel választási sikere után (még 1939-ben) végleg és teljesen magába olvasztotta a Nemzeti Frontot, mielőtt ő maga 1940-ben bele nem olvadt a Nyilaskeresztes Pártba.

## Országgyűlési választási eredményei
| Választások | Szavazatok száma | Szavazatok aránya | Mandátumok száma | Mandátumok aránya | Parlamenti szerepe |
| ----------- | ---------------- | ----------------- | ---------------- | ----------------- | ------------------ |
| 1939-es     | 87 533           | 2,37%             | 3 (6X)           | 1,15%             | ellenzék           |

X: Két további képviselő közös Nemzeti Front jelöléssel nyert mandátumot, illetve egy listás jelölt is bejutott, így a közös frakciót összesen hatan alkották. 
A Nemzeti Front választási eredményeit lásd ott.